# Lúcio Cecílio Metelo (cônsul em 251 a.C.)
Lúcio Cecílio Metelo (290 a.C. – 221 a.C.; em latim: Lucius Caecilius Metellus) foi um político da família dos Metelos da gente Cecília da República Romana eleito cônsul por duas vezes, em 251 e 247 a.C., com Caio Fúrio Pácilo e Numério Fábio Buteão respectivamente. Foi também pontífice máximo em 243 a.C. e ditador em 224 a.C.. Era filho de Lúcio Cecílio Metelo Denter, cônsul em 284 a.C. morto na Batalha de Arrécio, e teve três filhos: Lúcio Cecílio Metelo, tribuno da plebe, Quinto Cecílio Metelo, cônsul em 206 a.C., e Marco Cecílio Metelo, pretor.

## Primeiro consulado (251 a.C.)

Teatro de operações da Primeira Guerra Púnica entre 253 e 251 a.C..
Território siracusano
Território cartaginês
Territórios romanos
1. Ataque naval e recuo dos romanos em Lilibeu (253 a.C.).
2. Romanos atacam a costa africana. Frota romana destruída por uma tempestade (253 a.C.).
3. Romanos finalmente tomam as ilhas Líparas (252 a.C.).
4. Romanos tomam Hímera (Thermae) (c. 252 a.C.).
5. Ieta, Solous e Petra firmam a paz com Roma (251 a.C.).
6. Tíndaris firma a paz com Roma (251 a.C.).
7. Romanos atacam e capturam Kephalodon (251 a.C.).
8. Tentativa cartaginesa de recapturar Panormo repelida (251 a.C.).

Metelo foi nomeado cônsul a primeira vez com Caio Fúrio Pácilo em 251 a.C., o décimo-quarto ano da Primeira Guerra Púnica. Ambos foram enviados à Sicília para combater a Asdrúbal Hanão, o general cartaginês. Os soldados romanos estavam tão vivamente alarmados pelos elefantes do exército cartaginês, que os seus generais não ousavam a atacar o inimigo, mas permaneceram inativos durante muito tempo. Afinal, quando Fúrio Pácilo foi convocado à Itália com uma parte das forças, Asdrúbal aproveitou a oportunidade para atacar a Panormo, mas foi totalmente derrotado por Metelo, na Batalha de Panormo, na qual matou um grande número das suas tropas e capturou todos os seus 140 elefantes, alguns dos quais exibiu depois no seu triunfo em Roma. Esta vitória estabeleceu a supremacia romana na Sicília, e pôde ter uma influência decisiva na sorte da guerra. Os elefantes apareceram depois, com frequência, em memória desta vitória, nas moedas cunhadas em honra aos Cecílios Metelos.

## Mestre da cavalaria (249 a.C.)
A partir das desastrosas perdas navais de Públio Cláudio Pulcro e Lúcio Júnio Pulo na Batalha de Drépano, em 249 a.C., o Senado decidiu nomear Aulo Atílio Calatino ditador no lugar de Marco Cláudio Glícia e escolheu como mestre da cavalaria (magister equitum) Lúcio Cecílio Metelo. Foi-lhe imediatamente encomendado liderar os exércitos na Sicília, tornando-se assim no primeiro ditador romano a encabeçar um exército fora da Itália.

## Segundo consulado (247 a.C.)

Teatro de operações da Primeira Guerra Púnica entre 248 e 241 a.C..
Território siracusano
Território cartaginês
Territórios romanos
1. Amílcar Barca apóia Drépano, que esta sitiada, e saqueia a costa italiana.
2. Amílcar desembarca em monte Ercte.
3. Amílcar muda sua base de monte Ercte para Érice (Eryx).
4. Vitória naval romana nas ilhas Égadas e queda de Drépano. Cartago pede a paz (241 a.C.).

Em 247 a.C., o décimo-oitavo ano da Primeira Guerra Púnica, foi eleito cônsul com Numério Fábio Buteão. Cecílio Metelo assume o comando das operações em Lilibeu e Numério Fábio, em Drépano.

## Pontífice máximo (243 a.C.)
Quatro anos depois (243 a.C.) foi eleito pontífice máximo e permaneceu no cargo durante vinte e dois anos. Deve, portanto, ter morrido pouco antes do começo da Segunda Guerra Púnica em 221 a.C. Durante o seu mandato um ato heróico seu foi registrado pelos historiadores: em 241 a.C. resgatou o Paládio e outros objetos sagrados quando o Templo de Vesta estava em chamas, mas perdeu a vista por isto. O Senado recompensou-o com o direito de ser carregado numa liteira nas assembleias. Em memória a este evento, os Cecílios Metelos cunharam, em anos posteriores, moedas representando o Paládio.
Foi sucedido no pontificado por Lúcio Cornélio Lêntulo Caudino.

## Ditador (224 a.C.)
Em 224 a.C., Lúcio Metelo foi nomeado ditador comitiorum habendorum causa, com o objetivo de realizar as eleições consulares, pois os cônsules estavam fora da cidade. Ele escolheu Numério Fábio Buteão como seu mestre da cavalaria. Os seus méritos e distinções foram registrados por Plínio, o Velho, num trecho da oração fúnebre pronunciada por seu filho, Quinto Cecílio Metelo.